# Andros Townsend
Andros Darryl Townsend (ur. 16 lipca 1991 w Leytonstone) – angielski piłkarz występujący na pozycji pomocnika w angielskim klubie Luton Town. W latach 2013–2016 reprezentant Anglii. Wychowanek Tottenhamu Hotspur.

## Kariera klubowa
Townsend jest wychowankiem Tottenhamu Hotspur, do akademii klubu zapisał się w wieku 9 lat. W marcu 2009 roku został wypożyczony do Yeovil Town. Trafił jedną bramkę w 10 spotkaniach i pomógł drużynie w utrzymaniu się w lidze.
W sierpniu 2009 roku został wypożyczony na miesiąc do Leyton Orient. Pod koniec sierpnia przedłużono jego wypożyczenie do 31 grudnia, a później wrócił na White Hart Lane.
14 stycznia 2010 roku został wypożyczony do końca sezonu do Milton Keynes Dons. Po dwóch miesiącach powrócił do Tottenhamu z powodu kontuzji.
12 sierpnia 2010 roku został wypożyczony do Ipswich Town na cały sezon. Dwa dni później zadebiutował w meczu z Burnley. 4 grudnia trafił bramkę przeciwko Swansea City. Kilka tygodni później Harry Redknapp zdecydował się zakończyć wypożyczenie swojego piłkarza, gdyż nie grał on regularnie.
9 stycznia 2011 zadebiutował w Spurs w trzeciej rundzie Pucharu Anglii przeciwko Charlton Athletic. Trafił gola i został wybrany graczem meczu.
20 stycznia 2011 roku Townsend został wypożyczony do Watford do końca sezonu. Watford zdecydowało się zakończyć wypożyczenie zaledwie po miesiącu. 7 marca 2011 Tottenham wypożyczył Androsa do Millwall, do końca sezonu.
W sezonie 2011-12 Townsend regularnie występował w drużynie Tottenhamu Hotspur w Lidze Europy. 15 grudnia 2011 trafił swojego drugiego gola dla Spurs, przeciwko Shamrock Rovers. 23 grudnia 2012 podpisał nowy kontrakt z Tottenhamem, który zatrzyma go na White Hart Lane do lata 2016 roku.
1 stycznia 2012 został wypożyczony do Leeds United. Dzień później zadebiutował w wygranym 2-1 meczu z Burnley, a on sam został wybrany zawodnikiem meczu. 18 lutego trafił swojego pierwszego gola dla Leeds. 23 lutego powrócił do Tottenhamu, a jego agent stwierdził, że Townsend był niezadowolony podczas gry w Leeds. Dzień później został wypożyczony do końca sezonu do Birmingham City.
31 stycznia 2013 roku został wypożyczony do końca sezonu do QPR. W dwunastu spotkaniach ligowych trafił dwie bramki. Pomimo tego, QPR spadło z ligi.

## Kariera reprezentacyjna
Reprezentował Anglię na szczeblach U-16, U-17, U-19 i U-21. 11 października 2013 roku zadebiutował w seniorskiej reprezentacji Anglii, w meczu z Czarnogórą i trafił bramkę po strzale zza pola karnego.

## Statystyki
| Sezon   | Klub                | Liga           | Liga | Liga | FA Cup | FA Cup | Puchar Ligi | Puchar Ligi | Europa | Europa | Inne | Inne | Razem | Razem |
| Sezon   | Klub                | Liga           | W    | G    | W      | G      | W           | G           | W      | G      | W    | G    | W     | G     |
| ------- | ------------------- | -------------- | ---- | ---- | ------ | ------ | ----------- | ----------- | ------ | ------ | ---- | ---- | ----- | ----- |
| 2008–09 | Tottenham Hotspur   | Premier League | 0    | 0    | 0      | 0      | 0           | 0           | 0      | 0      | 0    | 0    | 0     | 0     |
| 2008–09 | Yeovil Town         | League One     | 10   | 1    | 0      | 0      | 0           | 0           | 0      | 0      | 0    | 0    | 10    | 1     |
| 2009–10 | Tottenham Hotspur   | Premier League | 0    | 0    | 0      | 0      | 0           | 0           | 0      | 0      | 0    | 0    | 0     | 0     |
| 2009–10 | Leyton Orient       | League One     | 22   | 2    | 0      | 0      | 2           | 0           | 0      | 0      | 2    | 0    | 26    | 2     |
| 2009–10 | Milton Keynes Dons  | League One     | 9    | 2    | 0      | 0      | 0           | 0           | 0      | 0      | 0    | 0    | 9     | 2     |
| 2010–11 | Tottenham Hotspur   | Premier League | 0    | 0    | 1      | 1      | 0           | 0           | 0      | 0      | 0    | 0    | 1     | 1     |
| 2010–11 | Ipswich Town        | Championship   | 13   | 1    | 0      | 0      | 3           | 0           | 0      | 0      | 0    | 0    | 16    | 1     |
| 2010–11 | Watford             | Championship   | 3    | 0    | 0      | 0      | 0           | 0           | 0      | 0      | 0    | 0    | 3     | 0     |
| 2010–11 | Millwall            | Championship   | 11   | 2    | 0      | 0      | 0           | 0           | 0      | 0      | 0    | 0    | 11    | 2     |
| 2011–12 | Tottenham Hotspur   | Premier League | 0    | 0    | 0      | 0      | 1           | 0           | 6      | 1      | 0    | 0    | 7     | 1     |
| 2011–12 | Leeds United        | Championship   | 6    | 1    | 1      | 0      | 0           | 0           | 0      | 0      | 0    | 0    | 7     | 1     |
| 2011–12 | Birmingham City     | Championship   | 15   | 0    | 0      | 0      | 0           | 0           | 0      | 0      | 1    | 0    | 16    | 0     |
| 2012–13 | Tottenham Hotspur   | Premier League | 5    | 0    | 1      | 0      | 1           | 0           | 1      | 0      | 0    | 0    | 8     | 0     |
| 2012–13 | Queens Park Rangers | Premier League | 12   | 2    | 0      | 0      | 0           | 0           | 0      | 0      | 0    | 0    | 12    | 2     |
| 2013–14 | Tottenham Hotspur   | Premier League | 25   | 1    | 0      | 0      | 1           | 0           | 6      | 1      | 0    | 0    | 32    | 2     |
| 2014–15 | Tottenham Hotspur   | Premier League | 17   | 1    | 3      | 0      | 5           | 1           | 6      | 1      | 0    | 0    | 30    | 3     |
| 2015–16 | Tottenham Hotspur   | Premier League | 3    | 0    | 0      | 0      | 1           | 0           | 2      | 0      | 0    | 0    | 6     | 0     |
| 2015–16 | Newcastle United    | Premier League | 13   | 4    | 0      | 0      | 0           | 0           | 0      | 0      | 0    | 0    | 13    | 4     |
| 2016–17 | Crystal Palace      | Premier League | 36   | 3    | 3      | 0      | 1           | 0           | 0      | 0      | 0    | 0    | 40    | 3     |
| 2017–18 | Crystal Palace      | Premier League | 36   | 2    | 1      | 0      | 2           | 0           | 0      | 0      | 0    | 0    | 39    | 2     |
| 2018–19 | Crystal Palace      | Premier League | 38   | 6    | 4      | 1      | 3           | 2           | 0      | 0      | 0    | 0    | 45    | 9     |
| Razem   | Razem               | Razem          | 281  | 27   | 14     | 2      | 19          | 3           | 20     | 3      | 2    | 0    | 328   | 35    |